# 日本共產黨幹部住宅竊聽事件
日本共產黨幹部宅邸竊聽事件（日语：／），指日本公安警察人員於1985-86年間，在未獲授權下對時任日本共產黨國際部長緒方靖夫家中的電話進行監聽所衍生的醜聞。
本案中公安警察的監聽行為未獲正式授權，因而引起社會對檢察機關偵查合法性的質疑，也掀起了對警察在偵查過程中系統性地實施犯罪的擔憂。

## 事件經過
1986年11月27日，居住在東京都町田市的日本共產黨國際部長緒方靖夫發現其家中電話在通話時音質低下且存有雜音，因此向日本電信電話（NTT）町田電話局報告。電話局職員到場檢查後揭發電話遭到竊聽，而竊聽者則位於距離緒方家100米的一所房子。
第一時間接到舉報的警視廳町田警察署初時拒絕進行刑事調查。在拒絕NTT告訴要求後，又於29日受理報案，並在12月1日展開實地調查。
在另一方面，東京地方檢察廳在11月28日受理了緒方提出的告訴。考慮到公安警察可能涉案，案件交由特別搜查部而非地檢公安部進行調查。其後發現一批隸屬神奈川縣警察警備部公安第一課的警察人員自1985年夏天起便在該處進行監聽。而調查過程更發現了隱藏於日本警察大學校園內部，負責各種非法監察活動，代號「櫻」的公安警察組織。
1987年5月7日，警察廳長官山田英雄在參議院預算委員會上表示「警察機關在過去和現在，從來沒有進行任何竊聽活動」，否認警察作爲組織參與與竊聽事件。6月，神奈川縣警察本部長辭職，而其後中央機關的警察廳警備局長也提出辭職。警察廳警備局公安第一課長和據稱負責「櫻」機關的理事官也被調職。警察廳也向檢察官保證，不會再進行任何非法調查活動。因此，東京地檢於8月4日決定對涉案警員作不起訴及暫緩起訴處分。
緒方不服裁決，認爲警察人員行爲構成公務員濫用職權罪，因而透過交付審判制度提請東京地方裁判所移送審理。1989年3月14日，最高裁判所裁決中認定警察人員進行竊聽的事實，但認爲其行爲並非濫用職權，故駁回此案。同時，緒方也對國家，神奈川縣及實施竊聽的警察人員提出損害賠償請求的訴訟。1997年6月26日，東京高等裁判所判決國家及神奈川縣需賠償緒方404萬日圓損害賠償。
在調查過程中，一名正在接受訊問，據信有參與竊聽的警察突然因脂肪肝死亡，引起了對警察機關封鎖消息而滅口的懷疑主張。